# 불타는 다리
《불타는 다리》는 문화방송 특집드라마이다.

## 제작진
- 극본 : 김수현, 신명순
- 연출 : 유홍렬

## 출연진
- 이정길 : 최창식 역
- 정애리